# Willem IV van Gulik
Willem IV van Gulik (1210 - Aken, 16 maart 1278) was van 1225 tot aan zijn dood graaf van Gulik (Jülich). Zijn sarcofaag bevindt zich in de Sint-Johannes de Doperkerk in Nideggen. Het eerste stadszegel van Gulik van rond 1230 toonde een gekanteelde muur, met twee torens en een poort, waarin het leeuwenschild van Willem IV was afgebeeld.
Hij mag niet worden verward met de latere hertog Willem (IV) van Gulik-Berg (1475-1511).

## Leven
Willem werd in 1210 geboren als oudste zoon van Willem III van Gulik en Mathilde, dochter van hertog Walram III van Limburg. Zijn vader sloot zich in 1217 aan bij de Vijfde Kruistocht en sneuvelde in 1218 tijdens het beleg van Damietta. Willem volgde onder de voogdij van zijn oom, Eberhard van Hengenbach, zijn vader op als graaf van Gulik.
Willem werd in 1225, zes jaar na de dood van zijn vader, meerderjarig verklaard en kon nu zelf regeren als graaf van Gulik. In datzelfde jaar bevestigde hij een in 1219 door zijn vader gemachtigde schenking van de kerken van Siersdorf en Nideggen aan de Duitse Orde. In de daaropvolgende jaren (1225-1235) zou hij zijn heerschappij vestigen en het bereik ervan uitbreiden. In 1234 vocht hij in de slag bij Altenesch tegen de Stedingers en werd aangesteld als keizerlijk administrator van Konzen en Aken, voogd over Kornelimünster en over de bezittingen van de Sticht Essen op de linkeroever van de Rijn. Hij wist ook de Rijksheerlijkheden Sinzig, Hengenbach-Heimbach, Merzenich, Thürnich, Düren en Bardenberg voor zich te verwerven, aldus de bezittingen van de graven van Gulik verdubbelend.
In 1234 verhief hij ook Gulik tot stad, zonder rekening te houden met de rechten van de aartsbisschop van Keulen, met dewelke het graafschap voortdurend in conflict lag. Dit dreef de zaak ten top en in 1239 liet de aartsbisschop de stad Gulik verwoesten. Bij de verdere uitbouw van zijn macht kwam Willem vervolgens rond 1240, door de verwerving van delen van erfenis van Hochstaden, waarbij hem het bezit van Münstereifel toeviel, opnieuw met de aartsbisschop van Keulen in conflict. Onder aartsbisschop Koenraad van Hochstaden brak de strijd echt openlijk los. In de loop van deze strijd wist Willem IV in 1267 aartsbisschop Engelbert II tijdens de slag bij Zülpich gevangen te nemen en liet hem drie en een half jaar (tot 1271) in zijn Burcht Nideggen gevangenzitten, waarna Paus Clemens IV - na vergeefse onderhandelingen - een interdict over Gulik uitsprak. Het kwam ook tot verdere geschillen onder aartsbisschop Siegfried van Westerburg.
Van 1265 tot 1269 liet Willem op de ruïnes van een ouder grensvestiging de naar hem vernoemde burcht Wilhemstein optrekken.

## Dood
Op 16 maart 1278 was Willem samen met zijn zonen Roland en Willem alsook Wirich I van Frentz (andere bronnen zeggen dat hij daar met drie zoons was) (de zogenaamde "Gertrudisnacht") in Aken, om in opdracht van koning Rudolf I van Habsburg er belastingen te innen. Het kwam tot rellen, en Willem werd samen met zijn oudste zoon Willem V en zijn bastaardzoon Roland in de Jakobstraat door de burgers van Aken gedood. In de op 20 september 1280 op het slot Schönau gesloten zoenovereenkomst werd de stad Aken voor deze moord tot de betaling van een hoge schadevergoeding aan zijn weduwe Richarda/Richardis verplicht.

## Huwelijken en kinderen
Willem werd op 12 maart 1237 bij contract verloofd met Margaretha van Gelre, dochter van graaf Gerard III van Gelre en Margaretha van Brabant. De meeste bronnen beschouwen Margaretha als de moeder van Willems oudere kinderen, maar er is geen echt bewijs dat het huwelijk werd geconsummeerd. Daarenboven is bekend dat Willem getrouwd was met Margaretha's zus, Richardis van Gelre (ca. 1215 - 1293/1298), voor januari 1250, al is geen pauselijke dispensatie bekend, die nodig zou zijn geweest voor Willem om met de zus van zijn eerste vrouw te mogen trouwen. Het is dus mogelijk dat Richardis de moeder was van al zijn kinderen. Willem had elf wettige kinderen, alsook een buitenechtelijke zoon Roland (en mogelijk een tweede buitenechtelijke zoon) die samen met hem stierf tijdens de opstand in Aken.

### Kinderen
1. Mathilde van Gulik (ca. 1235 – circa 1266), in 1258 getrouwd met graaf Jan van Loon
2. Margaretha (ca. 1240 – 12 oktober 1292/1293), in 1261 getrouwd met graaf Dieter III van Katzenelnbogen
3. Willem V van Gulik (ca. 1240 – 16 maart 1278), stierf samen met zijn vader tijdens de opstand in Aken, getrouwd met Maria van Vlaanderen, dochter van Gwijde van Dampierre, graaf van Vlaanderen, en Mathilde van Bethune, zij hadden twee zonen: Willem van Gulik de Oudere en Willem de Jongere
4. Richardis (ca. 1243 – na 1291), voor 1265 getrouwd met graaf Willem van Nedersalm
5. Walram van Gulik (1240/1245 – 1297), volgde zijn vader op als graaf van Gulik
6. Otto van Gulik (ca. 1245 – na 1283), vanaf 1282 aartsdiaken te Luik
7. Gerard V van Gulik (voor 1250 – 1328), volgde zijn broer Walram op als graaf van Gulik
8. Catharine (ca. 1250 – na 1287), voor 1273 getrouwd met Jan van Arberg
9. Petronilla (ca. 1255 – na 1300), voor 1276 getrouwd met graaf Lodewijk van Arnsberg
10. Blancheflor (ca. 1255 – na 1330), voor 1277 getrouwd met graaf Hendrik I van Sponheim-Starkenburg
11. Mechtildis (ca. 1255 – na 1287)